# هیوستون استیوارت چمبرلین
هیوستون استیوارت چَمبِرلِیْن (Houston Stewart Chamberlain) نویسنده آلمانی-انگلیسی‌تبار و از جمله سرشناس‌ترین پشتیبانان اندیشه‌های نژادگرایانه در سده بیستم بود که در زمینه نژادگرایی علمی کار میکرد.
شناخته‌شده‌ترین کتاب او، کتاب دو جلدی «مبانی قرن نوزدهم» (به آلمانی: Die Grundlagen des neunzehnten Jahrhunderts) که در سال ۱۸۹۹ منتشر شد، در جنبش‌های پان‌ژرمانی فلکیش در اوایل قرن بیستم بسیار تأثیرگذار بود و بعدها بر سیاست یهودستیزی نازی‌ها تأثیر گذاشت. در اوایل دهه ۱۹۲۰، چمبرلین با آدولف هیتلر ملاقات کرد و او را تشویق نمود: از او به عنوان «یحیی تعمیددهنده هیتلر» یاد می‌شود. کتاب مبانی قرن نوزدهم، تاریخ معاصر اروپا را به عنوان عرصه درگیری توانایی‌های دو نژاد آریایی و سامی ترسیم می‌کند که تاثیری شگرف بر روی برخی دولتمردان بزرگ و نیرومند از جمله قیصر ویلهم دوم نهاد.
با پشتوانه سرمایه‌های مشکوک و ناشناخته، صدها هزار نسخه از کتاب چمبرلین در سراسر اروپا پخش شد و بر فرهنگ آلمانی تأثیرات ژَرف بر جای نهاد و پایه‌های فکری ناسیونالیسم مهاجم آلمان را استوار ساخت. قیصر ویلهلم دوم شخصاً این کتاب را برای فرزندانش می‌خواند و همو بود که دستور داد این کتاب در دانشگاه افسری آلمان تدریس شود. این سرآغاز موجی است که بشریت را به سوی اولین و عظیم‌ترین جنگ جهانی سوق داد و در عین حال پایه‌های جریانی را بنا نهاد که دومین جنگ جهانی را به راه انداخت. وی همسر اوا فون بولو دختر ریشارد واگنر بود.

## زندگی نامه
هیوستون استیوارت چَمبِرلِیْن در ساوت‌سی، همپشایر، انگلستان، فرزند دریاسالار ویلیام چارلز چمبرلین متولد شد. مادرش، الیزا جین، دختر کاپیتان باسیل هال، قبل از یک سالگی او درگذشت و همین امر باعث شد که او توسط مادربزرگش در فرانسه بزرگ شود. برادر بزرگترش، پروفسور باسیل هال چمبرلین بود. وضعیت نامناسب سلامتی چمبرلین باعث شد که او اغلب برای زمستان به مناطق گرمتر اسپانیا و ایتالیا فرستاده شود. این جابجایی مداوم، ایجاد دوستی‌های پایدار را برای چمبرلین دشوار می‌کرد.

### کالج چلتنهام
تحصیلات چمبرلین از دبیرستانی در ورسای آغاز شد و عمدتاً در قاره اروپا ادامه یافت، اما پدرش برای پسرش یک حرفه نظامی برنامه‌ریزی کرده بود. در یازده سالگی او را به کالج چلتنهام، یک مدرسه شبانه‌روزی انگلیسی که افسران ارتش و نیروی دریایی زیادی را تربیت کرده بود، فرستادند. چمبرلین عمیقاً از کالج چلتنهام متنفر بود و در آنجا احساس تنهایی و عدم تعلق می‌کرد. چمبرلین جوان «یک خیال‌پرداز وسواسی» بود، بیشتر به هنر علاقه داشت تا ارتش، و علاقه‌ای به طبیعت و حسی تقریباً عرفانی از خود در او شکل گرفت.
چمبرلین در فضایی با اعتماد به نفس، خوش‌بین و ویکتوریایی بزرگ شد که قرن نوزدهم را به عنوان «عصر پیشرفت» جشن می‌گرفت، جهانی که بسیاری از ویکتوریایی‌ها انتظار داشتند با رهبری بریتانیا برای بقیه جهان، به تدریج بهتر شود. او از حزب لیبرال حمایت می‌کرد و ارزش‌های کلی لیبرالیسم قرن نوزدهم بریتانیا مانند ایمان به پیشرفت، جهانی که فقط می‌تواند بهتر شود، عظمت بریتانیا به عنوان یک جامعه لیبرال دموکراتیک و سرمایه‌داری را به اشتراک می‌گذاشت. علایق اصلی چمبرلین در دوران تحصیلش در چلتنهام علوم طبیعی، به ویژه نجوم بود. چمبرلین بعدها به یاد آورد: «ستارگان به من نزدیک‌تر، مهربان‌تر، شایسته‌تر برای اعتماد و دلسوزتر - زیرا این تنها کلمه‌ای است که احساسات من را توصیف می‌کند - از هر یک از اطرافیانم در مدرسه به نظر می‌رسیدند. برای ستارگان، من دوستی واقعی را تجربه کردم.»

### پذیرش محافظه‌کاری
چمبرلین در دوران جوانی‌اش - در حالی که در این مرحله لیبرالیسم خود را به طور کامل رد نمی‌کرد - تحت تأثیر نقد محافظه‌کارانه رمانتیک از انقلاب صنعتی قرار گرفت. این دیدگاه با ابراز تاسف از دست دادن «انگلستان شاد قدیم»، خواستار بازگشت به دوره‌ای بسیار رمانتیک از تاریخ انگلیس بود، دوره‌ای که در آن مردم با خوشحالی و در هماهنگی با طبیعت در زمینی که توسط نخبگان خیرخواه و فرهیخته اداره می‌شد، زندگی می‌کردند. در این نقد، انقلاب صنعتی به عنوان فاجعه‌ای دیده می‌شد که مردم را مجبور به زندگی در شهرهای کثیف و شلوغ و انجام کارهای غیرانسانی در کارخانه‌ها می‌کرد، در حالی که جامعه تحت سلطه طبقه متوسط بی‌فرهنگ و حریص بود.
چشم‌انداز خدمت به عنوان افسر در هند یا هر جای دیگری در امپراتوری بریتانیا هیچ جذابیتی برای او نداشت. علاوه بر این، او کودکی ظریف با سلامتی ضعیف بود. در سن چهارده سالگی مجبور شد از مدرسه اخراج شود. پس از چلتنهام، چمبرلین همیشه در بریتانیا، جامعه‌ای که چمبرلین ارزش‌های آن را ارزش‌های خود نمی‌دانست، احساس غریبی می‌کرد و در سال 1876 نوشت: «این واقعیت ممکن است تأسف‌بار باشد، اما همچنان یک واقعیت است؛ من آنقدر کاملاً غیرانگلیسی شده‌ام که صرف فکر کردن به انگلستان و انگلیسی‌ها مرا ناراحت می‌کند.» چمبرلین به همراه یک معلم خصوصی پروسی، آقای اتو کونتز، که به او آلمانی آموخت و او را به فرهنگ و تاریخ آلمان علاقه‌مند کرد، به آبگرم‌های مختلفی در سراسر اروپا سفر کرد. چمبرلین که مجذوب هنر و معماری رنسانس شده بود، زبان ایتالیایی را آموخت و قصد داشت مدتی در فلورانس اقامت کند.

## کتاب مبانی
در فوریه ۱۸۹۶، هوگو بروکمان، ناشر مونیخی، از فعالان برجسته‌ی قومی که بعدها کتاب «نبرد من» را منتشر کرد، به چمبرلین مأموریت داد تا کتابی بنویسد که خلاصه‌ای از دستاوردهای قرن نوزدهم را در بر داشته باشد.
در اکتبر ۱۸۹۹، چمبرلین مشهورترین اثر خود، (Die Grundlagen des neunzehnten Jahrhunderts)، را به زبان آلمانی منتشر کرد. «مبانی» یک «تاریخ نژادی» شبه‌علمی از بشریت از ظهور اولین تمدن‌ها در خاور نزدیک باستان تا سال ۱۸۰۰ است. این کتاب استدلال می‌کند که تمام «مبانی» قرن نوزدهم، که شاهد پیشرفت‌های عظیم اقتصادی، علمی و فناوری در غرب بود، کار «نژاد آریایی» بوده است. «مبانی تاریخ غرب» تنها جلد اول از یک تاریخ سه جلدی غرب بود که قرار بود در سه جلد نوشته شود. جلدهای دوم و سوم به داستان غرب در قرن نوزدهم و جنگ قریب‌الوقوع برای تسلط بر جهان در قرن بیستم بین آریایی‌ها از یک طرف و یهودیان، سیاه‌پوستان و آسیایی‌ها از طرف دیگر می‌پرداختند.
چمبرلین هرگز جلد سوم را ننوشت، که این امر باعث ناراحتی شدید کازیما واگنر شد، که از توقف «مبانی تاریخ غرب» در سال 1800 قبل از تولد واگنر ناراحت بود و به همین خاطر شوهرش را ترک کرد. این کتاب استدلال می‌کرد که تمدن غرب عمیقاً تحت تأثیر اقوام توتونی قرار دارد.

### تعریف نژاد آریایی
چمبرلین تمام اقوام اروپایی - نه فقط آلمانی‌ها، بلکه سلت‌ها، اسلاوها، یونانی‌ها و لاتین‌ها - را در "نژاد آریایی" گروه‌بندی کرد، نژادی که بر اساس فرهنگ باستانی نیاهندواروپایی بنا شده است. در واقع، او حتی مردم بربر شمال آفریقا را نیز در آن گنجاند.
به گفته چمبرلین، در راس نژاد آریایی، و در واقع، همه نژادها، قوم ژرمن یا توتونی بودند که خون آریایی را به بهترین شکل حفظ کرده بودند. چمبرلین از اصطلاحات آریایی، هندواروپایی و هندوژرمانی به جای یکدیگر استفاده می‌کرد، اما تأکید داشت که خالص‌ترین آریایی‌ها در اروپای مرکزی یافت می‌شوند و در فرانسه و روسیه اختلاط نژادی خون آریایی را رقیق کرده است. بخش عمده‌ای از نظریه چمبرلین در مورد برتری نژاد آریایی از نوشته‌های گوبینو گرفته شده بود، اما یک تفاوت اساسی وجود داشت و آن این بود که گوبینو از نظریه نژاد آریایی به عنوان راهی برای تقسیم جامعه بین اشراف آریایی در مقابل عوام نژاد پست‌تر استفاده کرده بود، در حالی که چمبرلین از نظریه نژاد آریایی به عنوان راهی برای متحد کردن جامعه پیرامون ریشه‌های نژادی مشترک فرضی آن استفاده می‌کرد.

### ادعای جنگ های یهودی
چمبرلین در کتاب «مبانی» اعلام کرد که «تمام جنگ‌های» تاریخ «به طرز عجیبی با عملیات مالی یهودیان مرتبط بوده‌اند».چمبرلین هشدار داد که هدف یهودیان «گذاشتن پای خود بر گردن همه ملت‌های جهان و تبدیل شدن به ارباب و مالک کل زمین» است.
چمبرلین به عنوان بخشی از برنامه‌های خود برای نابودی تمدن آریایی نوشت: «ببینید که آنها با چه تسلطی از قانون خون برای گسترش قدرت خود استفاده می‌کنند.». چمبرلین نوشت که زنان یهودی تشویق می‌شدند با غیریهودیان ازدواج کنند در حالی که مردان یهودی این کار را نمی‌کردند، بنابراین نسل مرد «بی‌عیب و نقص باقی ماند... هزاران شاخه فرعی بریده و برای آلوده کردن هندواروپایی‌ها با خون یهودی به کار گرفته شدند.» چمبرلین در روایت خود از جنگ‌های پونی بین «روم آریایی» و «کارتاژ سامی»، رومی‌ها را به خاطر نابودی کامل کارتاژ در سال 146 پیش از میلاد در پایان جنگ سوم پونیک، به عنوان نمونه‌ای از نحوه برخورد آریایی‌ها با سامی‌ها، ستود. بعدها، چمبرلین استدلال کرد که رومی‌ها نسبت به سامی‌ها مانند یهودیان بیش از حد مدارا کرده‌اند و این دلیل سقوط امپراتوری روم بود. به این ترتیب، نابودی امپراتوری روم غربی توسط اقوام ژرمن صرفاً اقدامی برای رهایی از Völkerchaos ("هرج و مرج مردمان") بود که امپراتوری روم به آن تبدیل شده بود.

### نظریه‌های توطئه یهودیان
به گفته چمبرلین، هدف نهایی یهودیان ایجاد وضعیتی بود که در آن «در اروپا فقط یک قوم از نژاد خالص، یعنی یهودیان، وجود داشته باشد و بقیه گله‌ای از دورگه‌های شبه عبری باشند، قومی که بدون شک از نظر جسمی، ذهنی و اخلاقی منحط هستند.»
چمبرلین به عنوان بخشی از برنامه‌های خود برای نابودی آریایی‌ها، ادعا کرد که یهودیان کلیسای کاتولیک روم را تأسیس کرده‌اند، که فقط مسیحیت «یهودی‌شده» را موعظه می‌کند که هیچ ارتباطی با مسیحیتی که توسط مسیح آریایی ایجاد شده است، ندارد. برخی از مورخان استدلال کرده‌اند که کتاب‌های مبانی در واقع بیشتر ضد کاتولیک هستند تا ضد یهود، اما این نکته را از قلم می‌اندازد که دلیل حمله شدید چمبرلین به کلیسای کاتولیک این بود که او معتقد بود دستگاه پاپی توسط یهودیان کنترل می‌شود. چمبرلین ادعا کرد که در قرن شانزدهم، آلمانی‌های آریایی تحت رهبری مارتین لوتر از نفوذ فاسد روم جدا شدند و بنابراین پایه‌های «مسیحیت آلمانی» را بنا نهادند.
چمبرلین ادعا کرد که طبیعی‌ترین و بهترین شکل حکومت برای آریایی‌ها، دیکتاتوری است و بنابراین یهودیان را به خاطر اختراع دموکراسی به عنوان بخشی از برنامه‌هایشان برای نابودی آریایی‌ها سرزنش کرد. به همین ترتیب، چمبرلین سرمایه‌داری را - که او آن را یک سیستم اقتصادی بسیار مخرب می‌دانست - به عنوان چیزی که توسط یهودیان برای ثروتمند کردن خود به قیمت آریایی‌ها اختراع شده بود، سرزنش کرد، در حالی که همزمان یهودیان را به خاطر اختراع سوسیالیسم با پیام برابری جهانی بشر به عنوان یک ترفند زیرکانه یهودی برای منحرف کردن توجه از تمام ویرانی‌های اقتصادی ایجاد شده توسط سرمایه‌داران یهودی، مورد ستایش قرار داد.
چمبرلین از چینی‌ها عمیقاً بیزار بود و در کتاب «بنیادها» اعلام کرد که تمدن چین توسط یهودیان تأسیس شده است.

### نژاد یهودی - نه مذهب
سائول فریدلندر، مورخ فرانسوی-اسرائیلی، کتاب «مبانی» را - با نظریه‌اش مبنی بر وجود دو نژاد «خالص» باقی‌مانده در جهان، یعنی آلمانی‌ها و یهودیان که درگیر جنگی برای سلطه بر جهان هستند و تنها با پیروزی کامل یکی بر دیگری می‌تواند پایان یابد - به عنوان یکی از متون کلیدی «یهودستیزی رهایی‌بخش» توصیف کرد. از آنجا که چمبرلین یهودیان را به عنوان یک نژاد، نه یک مذهب، می‌دید، چمبرلین استدلال می‌کرد که تغییر دین یهودیان «راه حلی» برای «مسئله یهود» نیست و اظهار داشت که یهودیانی که به مسیحیت گرویده بودند، هنوز یهودی بودند. یان بوروما، روزنامه‌نگار هلندی، نوشت:
خود واگنر، مانند لوتر، هنوز معتقد بود که یک یهودی می‌تواند، همانطور که با جذابیت معمول خود بیان می‌کرد، با انکار تبار خود، تغییر دین و عبادت در معبد بایرویت، یهودی بودن خود را «نابود» کند. بنابراین در تئوری، یک یهودی می‌تواند یک آلمانی باشد... اما برای شوونیست‌های عرفانی، مانند چمبرلین، که دیدگاهی قبیله‌ای، حتی رادیکال، نسبت به آلمانی بودن داشتند، جذب واگنری هرگز نمی‌توانست کافی باشد: یهودی یک ویروس بیگانه بود که باید از جریان خون ملی پاک می‌شد. هر چه یک یهودی عادات و افکار هموطنان غیریهودی خود را بیشتر به خود می‌گرفت، بیشتر باید از او می‌ترسیدند.